# Từ quyển Sao Mộc
Từ quyển của Sao Mộc là khoang rỗng trong luồng gió mặt trời sinh ra bởi từ trường của hành tinh này. Mở rộng đến bảy triệu km theo hướng về phía Mặt Trời và rộng gần bằng quỹ đạo của Sao Thổ theo hướng ngược lại, từ quyển Sao Mộc là từ quyển lớn nhất và mạnh nhất trong Hệ Mặt Trời, và về phương diện thể tích, là cấu trúc liên tục lớn nhất trong Hệ Mặt Trời sau nhật quyển. Rộng hơn và phẳng hơn so với từ quyển của Trái Đất, từ quyển Sao Mộc mạnh hơn một bậc độ lớn, với mômen từ mạnh gấp khoảng 18 nghìn lần. Sự tồn tại của từ trường Sao Mộc lần đầu được suy ra từ quan sát về các phát xạ vô tuyến của Sao Mộc vào cuối những năm 1950 và được quan sát trực tiếp lần đầu bởi tàu Pioneer 10 năm 1973.
Từ trường bên trong lõi Sao Mộc được tạo ra bởi dòng điện ở phần lõi ngoài chứa hydro kim loại lỏng. Các vụ phun trào núi lửa trên Io, một vệ tinh tự nhiên của Sao Mộc, đẩy một lượng lớn khí lưu huỳnh điôxit vào không gian, tạo thành một hình xuyến vòng quanh Sao Mộc. Từ trường Sao Mộc khiến cho hình xuyến này xoay với cùng một tốc độ góc và hướng với Sao Mộc quanh trục tự quay của Sao Mộc. Hình xuyến khí này cung cấp plasma cho từ quyển, và lực ly tâm lên khối plasma xoay cùng hình xuyến khí kéo bẹt từ quyển ra thành một hình đĩa được gọi là một đĩa từ. Như vậy, từ quyển của Sao Mộc được tạo hình do cả plasma của Io và sự tự quay của Sao Mộc, chứ không phải do gió mặt trời như với từ quyển của Trái Đất. Các dòng chuyển động mạnh của plasma trong từ quyển Sao Mộc tạo ra cực quang vĩnh cửu bao quanh vùng cực của hành tinh này, đồng thời sinh ra phát xạ vô tuyến biến đổi theo chu kỳ, khiến cho Sao Mộc trở thành một sao xung vô tuyến loại yếu. Cực quang Sao Mộc đã được quan sát ở gần như tất cả các dải phổ điện từ, bao gồm hồng ngoại, ánh sáng nhìn thấy, cực tím và X-quang mềm.
Tác động của bẫy từ quyển và các hạt tích điện được gia tốc sinh ra những vành đai có phát xạ hạt dữ dội, tương tự như vành đai Van Allen trên Trái Đất, nhưng có độ mạnh gấp hàng ngàn lần. Sự tương tác của các hạt năng lượng cao với bề mặt của các vệ tinh Galileo lớn nhất làm ảnh hưởng mạnh đến tính chất hóa học và vật lý của các vệ tinh này. Những hạt năng lượng cao này cũng ảnh hưởng đến và bị ảnh hưởng bởi chuyển động của các hạt trong vành đai Sao Mộc mong manh. Vành đai bức xạ là một mối nguy hiểm đối với hoạt động của các tàu vũ trụ ở vùng này, và đối với hoạt động du hành vũ trụ của loài người trong tương lai.

## Cấu trúc
Từ quyển Sao Mộc là một cấu trúc phức tạp bao gồm một cung sốc, bao từ, biên từ, đuôi từ, đĩa từ, và các thành phần khác. Từ trường xung quanh Sao Mộc được gây ra bởi nhiều nguồn khác nhau, bao gồm tuần hoàn chất lỏng tại lõi của hành tinh (từ trường nội tại), dòng điện trong plasma xung quanh Sao Mộc và các dòng điện chạy ở ranh giới của từ quyển của hành tinh này. Từ quyển Sao Mộc nằm trong plasma của gió mặt trời, dòng plasma này là nguồn tạo ra từ trường liên hành tinh.

### Từ trường nội tại
Phần lớn từ trường của Sao Mộc, như của Trái Đất, được tạo ra bởi một dynamo trong lõi của hành tinh, được duy trì bằng dòng tuần hoàn của chất lỏng dẫn điện ở phần lõi ngoài. Nhưng trong khi lõi của Trái Đất chứa sắt và niken nóng chảy, lõi Sao Mộc lại gồm hydro kim loại. Như với Trái Đất, từ trường của Sao Mộc có thành phần chủ yếu là một lưỡng cực từ, với cực từ bắc và nam nằm ở hai đầu của một trục từ duy nhất. Tuy nhiên, trên Sao Mộc, cực từ bắc nằm ở bán cầu bắc, và cực từ nam nằm trong bán cầu phía nam, ngược lại so với Trái Đất. Từ trường Sao Mộc cũng có tứ cực từ, bát cực từ và các thành phần nhiều cực hơn, mặc dù chúng yếu hơn một phần mười lần thành phần lưỡng cực.
Lưỡng cực từ của Sao Mộc nghiêng khoảng 10° so với trục tự quay của Sao Mộc; độ nghiêng này tương tự như trái Đất (11,3°). Cường độ từ trường ở xích đạo là 776,6 µT (7,766 G), ứng với mômen lưỡng cực từ khoảng 2,83 × 1020 T·m³. Như vậy từ trường Sao Mộc mạnh gấp 20 lần so với Trái Đất, với mômen từ mạnh gấp ~20,000 lần. Từ trường Sao Mộc quay ở tốc độ góc giống như vùng bên dưới bầu khí quyển của nó, với chu kỳ khoảng 9 h 55 m. Cường độ từ trường và cấu trúc của từ trường thay đổi không đáng kể, kể từ khi những đo đạc đầu tiên được thực hiện bởi chương trình Pioneer vào giữa năm 1970.

### Kích thước và hình dạng
Từ trường trong lòng Sao Mộc ngăn cản gió mặt trời, dòng các hạt đã bị ion hóa được phát ra từ Mặt Trời, tương tác trực tiếp với khí quyển Sao Mộc, đẩy xa dòng gió mặt trời ra ngoài, tạo ra một khoang rỗng trong dòng chảy của gió mặt trời, được gọi là từ quyển, chứa các plasma không có nguồn gốc từ gió mặt trời. Từ quyển Sao Mộc có độ lớn có thể đủ chứa hết cả Mặt Trời, bao gồm cả phần vành nhật hoa nhìn thấy được của Mặt Trời. Nếu có thể nhìn thấy từ Trái Đất, từ quyển này sẽ to gấp năm lần trăng tròn trên bầu trời, dù nằm ở xa gấp 1700 lần.
Giống như với từ quyển Trái Đất, vùng biên giới giữa plasma đặc hơn và nguội hơn của gió mặt trời và plasma nóng hơn và loãng hơn bên trong từ quyển Sao Mộc được gọi là biên từ. Khoảng cách từ biên từ đến tâm Sao Mộc bằng khoảng 45 đến 100 RJ (với RJ=71,492 km là bán kính Sao Mộc) tại cận điểm Mặt Trời — điểm tưởng tượng nằm trên biên từ mà Mặt Trời ở ngay trên đỉnh đầu. Vị trí của biên từ phụ thuộc vào áp lực của gió mặt trời, áp lực này lại phụ thuộc vào hoạt động của Mặt Trời. Phía trước biên từ (ở khoảng cách cỡ 80 đến 130 RJ tính từ tâm Sao Mộc về phía Mặt Trời) có cung sốc, là một vùng sóng xung kích được tạo ra do va chạm của gió mặt trời với từ quyển. Vùng nằm giữa cung sốc và biên từ được gọi là bao từ.

Sơ đồ các thành phần của từ quyển. (1): cung sốc, (2): bao từ, (3): biên từ, (4): từ quyển, (5): thùy bắc của đuôi từ, (6): thùy nam của đuôi từ, (7): plasma quyển - là phiến plasma và vòng xuyến plasma.

Ở phía đối diện với cung sốc, gió mặt trời kéo các đường sức từ của Sao Mộc ra thành đuôi từ (hay từ vĩ) dài, đôi khi được kéo dài vượt quá cả quỹ đạo Sao Thổ. Cấu trúc đuôi từ ở Sao Mộc tương tự như ở Trái Đất. Nó bao gồm hai thùy (hai vùng màu xanh dương trên hình), với từ trường ở thùy phía nam hướng về Sao Mộc, và từ trường ở thùy phía bắc hướng ngược lại. Các thùy được phân tách bởi một lớp plasma mỏng gọi là phiến plasma của đuôi từ (lớp màu cam ở giữa trên hình). Giống như trên Trái Đất, đuôi từ của Sao Mộc là kênh dẫn plasma từ Mặt Trời đi vào các vùng bên trong của từ quyển, để bị nóng lên và hình thành vành đai bức xạ ở khoảng cách nhỏ hơn 10 RJ tới tâm Sao Mộc.
Hình dạng của từ quyển Sao Mộc, như vừa mô tả, được duy trì bởi ba dòng chảy: dòng đuôi từ, là dòng chảy trung hòa điện theo sự tự quay của Sao Mộc trong phiến plasma; dòng đuôi, là dòng chảy ngược lại với chiều tự quay của Sao Mộc ở biên giới phía ngoài của đuôi từ; và dòng biên từ (còn gọi là dòng Chapman-Ferraro), là dòng chảy ngược với chiều tự quay của Sao Mộc ở phía biên từ gần Mặt Trời. Các dòng chảy này tạo ra các từ trường đối nghịch với, và bù trừ hoàn toàn, từ trường nội tại, ở vùng nằm bên ngoài từ quyển. Các dòng chảy này cũng tương tác mạnh với gió mặt trời.
Từ quyển Sao Mộc thường được phân chia thành ba phần: phần trong, phần giữa và phần ngoài. Phần trong từ quyển nằm ở khoảng cách nhỏ hơn 10 RJ đến tâm Sao Mộc. Từ trường ở trong phần này có thể được xấp xỉ bằng một lưỡng cực từ, vì trong vùng này ảnh hưởng của các dòng chảy ở phiến plasma của từ quyển là nhỏ. Ở phần giữa (từ 10 đến 40 RJ) và phần ngoài (trên 40 RJ), từ trường không còn là lưỡng cực từ, và bị ảnh hưởng mạnh bởi tương tác với các phiến plasma (xem thêm mục nói về đĩa từ bên dưới).

### Vai trò của Io

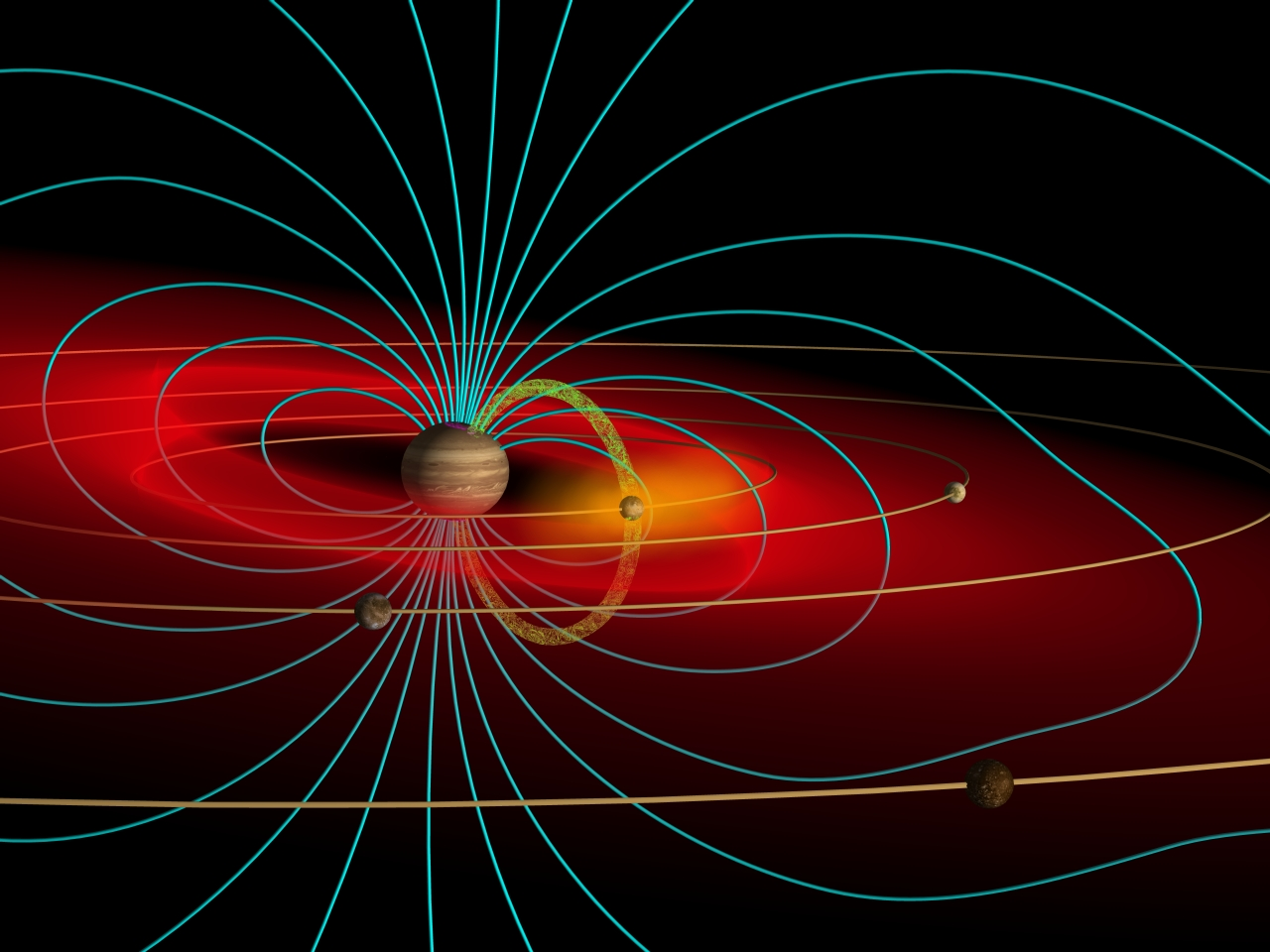
Io tương tác với từ quyển Sao Mộc. Io là vệ tinh tự nhiên nằm trong cùng trên hình. Plasma Io tạo thành vòng xuyến, được minh họa bằng màu đỏ trên hình; vùng chứa natri trung hòa điện xung quanh Io được minh họa bởi màu vàng; dòng hạt sinh ra từ Io chảy theo đường ống màu xanh lá cây trên hình; và các đường sức từ được minh họa bằng màu xanh dương.

Mặc dù hình dạng từ quyển Sao Mộc giống với từ quyển Trái Đất, cấu trúc từ quyển Sao Mộc ở vùng gần hành tinh này lại rất khác. Hoạt động núi lửa trên Io, vệ tinh tự nhiên nằm gần Sao Mộc nhất, sinh ra nguồn plasma mạnh mẽ, cung cấp cho từ quyển Sao Mộc tới 1,000 kg vật liệu mới trong mỗi giây. Các vụ phun trào núi lửa lớn trên Io sản sinh một lượng đáng kể lưu huỳnh dioxide, phần lớn trong số đó bị phân ly thành các đơn nguyên tử và rồi bị ion hóa bởi bức xạ cực tím của Mặt Trời, tạo ra các ion lưu huỳnh và oxy: S+, O+, S2+ và O2+. Các ion này thoát khỏi khí quyển của Io, hình thành vòng xuyến plasma Io: một vòng xuyến plasma dày đặc và tương đối lạnh bay vòng quanh Sao Mộc, ở khoảng cách cỡ quỹ đạo của Io. Nhiệt độ plasma trong vòng xuyến này vào khoảng 10–100 eV (100 nghìn đến 1 triệu K), thấp hơn nhiều nhiệt độ của các hạt trong vành đai bức xạ — 10 keV (100 triệu K). Do tương tác với từ trường nội tại của Sao Mộc, vòng xuyến plasma Io bị buộc phải xoay quanh Sao Mộc ở cùng tốc độ góc với tốc độ tự quay của Sao Mộc. Vòng xuyến plasma Io làm thay đổi một cách căn bản động lực học của từ quyển Sao Mộc.
Do một số nguyên nhân — như khuếch tán và sự hoán đổi do bất ổn định — plasma dần dần thoát ra khỏi Sao Mộc. Khi plasma đi ra xa khỏi Sao Mộc, dòng chảy xuyên tâm tăng dần vận tốc, để duy trì chuyển động quay với vận tốc góc không đổi. Các dòng chảy xuyên tâm này là nguồn sinh ra thành phần phương vị của từ trường. Mật độ số hạt của plasma giảm từ mức 2000 cm−3 ở vòng xuyến plasma Io xuống còn 0,2 cm−3 ở khoảng cách 35 RJ. Ở phần giữa từ quyển, tại khoảng cách trên 20 RJ tới tâm Sao Mộc, plasma bắt đầu quay chậm hơn Sao Mộc. Cuối cùng, đến khoảng cách trên 40 RJ (ở phần ngoài từ quyển) plasma thoát hoàn toàn khỏi từ trường, và rời từ quyển qua đuôi từ. Trong lúc dòng plasma dày đặc và nguôi lạnh thoát ra ngoài, lại có dòng plasma nóng (nhiệt độ cỡ 20 keV (200 triệu K) hoặc cao hơn) và loãng di chuyển vào trong từ phần ngoài từ quyển. Dòng plasma chảy vào trong, bị hâm nóng một cách đoạn nhiệt khi tiến gần đến Sao Mộc, tạo ra vành đai bức xạ ở phần trong từ quyển Sao Mộc.

### Đĩa từ
Trong khi từ trường Trái Đất có hình giọt nước, từ trường Sao Mộc lại bẹt hơn, trông giống hình đĩa, và quay đều đặn quanh trục. Lý do chính gây ra hình dạng giống như đĩa là do lực ly tâm tác động lên vòng xuyến plasma sinh ra bởi Io quay cùng Sao Mộc và áp lực từ dòng plasma nóng đi vào, cả hai tác động đều có xu hướng kéo bẹt đường sức từ của Sao Mộc, tạo thành cấu trúc gọi là đĩa từ, ở khoảng cách trên 20 RJ từ tâm Sao Mộc. Đĩa từ có một dòng chảy ở trên phiến mỏng tại mặt phẳng trung tâm, gần xích đạo từ. Các đường sức từ đi về phía ra xa khỏi Sao Mộc ở phía trên phiến này, và đi về phía lại gần Sao Mộc ở ở phía dưới phiến này. Plasma cung cấp bởi Io giúp làm tăng đáng kể kích thước của từ quyển Sao Mộc, bởi vì đĩa từ tạo ra thêm áp suất giúp cân bằng với áp lực của gió mặt trời. Nếu không có Io, khoảng cách tới biên từ ở cận điểm Mặt Trời sẽ không quá 42 RJ, trong khi trên thực tế khoảng cách này trung bình vào khoảng 75 RJ.
Cấu trúc của đĩa từ được duy trì bởi dòng điện xoáy phương vị (không giống với dòng điện xoáy của Trái Đất), chảy cùng với sự quay vòng của phiến plasma xích đạo. Lực Lorentz do tương tác của dòng điện này với từ trường hành tinh tạo ra lực hướng tâm, giữ cho plasma quay vòng cùng với Sao Mộc không thoát khỏi Sao Mộc. Tổng cường độ dòng điện xoáy ở phiến plasma xích đạo được ước lượng vào cỡ 90–160 triệu ampe.

## Động lực học

### Plasma cùng quay và dòng điện xuyên tâm

Các dòng điện ở phần bên trong từ quyển Sao Mộc. (1): Sao Mộc, (2): vị trí Io, (3): vị trí Europa, (4): vị trí Ganymede, (5): vị trí Callisto, (6): vòng xuyến plasma Io, (7): phiến dòng, (8): dòng trực tiếp, (9): dòng xuyên tâm, (10): dòng quay về.

Nguồn động lực gây ra từ trường của Sao Mộc là sự tự quay của Sao Mộc. Sao Mộc, xét ở khía cạnh này, có thể được coi như một máy phát điện đơn cực. Khi Sao Mộc quay, tầng điện ly chuyển động so với trường lưỡng cực từ của nó. Vì mômen lưỡng cực từ hướng theo véc tơ vận tốc góc của chuyển động tự quay của Sao Mộc, lực Lorentz tác động vào tầng điện ly chuyển động sẽ kéo các điện tử có điện tích âm về các cực, và đẩy các ion dương về xích đạo. Do đó, các cực tích điện âm còn vùng ở gần xích đạo tích điện dương. Vì từ quyển Sao Mộc chứa plasma có độ dẫn điện cao, mạch điện được hình thành và chạy qua nó. Dòng điện trực tiếp chảy dọc theo các đường sức từ, từ tầng điện ly, đến phiến plasma xích đạo. Dòng điện này chảy theo hướng xuyên tâm ra khỏi Sao Mộc, trong phiến plasma xích đạo, và quay trở lại tầng điện ly, từ phía ngoài của từ quyển, dọc theo các đường sức từ nối đến các cực. Các dòng điện chạy dọc theo các đường sức từ được gọi là các dòng hướng từ trường hay các dòng Birkeland. Các dòng xuyên tâm tương tác với từ trường của Sao Mộc, và lực Lorentz đẩy plasma quay cùng với hành tinh này quanh trục quay của nó. Đây là cơ chế chính giữ cho plasma ở phần trong từ quyển Sao Mộc cùng quay với Sao Mộc.
Dòng điện chạy từ tầng điện ly đến phiến plasma sẽ mạnh ở những chỗ phiến plasma quay chậm hơn Sao Mộc. Như đã đề cập ở những nội dung bên trên, plasma của Io bắt đầu quay chậm hơn Sao Mộc ở khoảng cách từ 20 đến 40 RJ tính từ tâm Sao Mộc. Đây là vùng chứa đĩa từ, nơi từ trường bị kéo bẹt ra. Dòng điện trực tiếp mạnh chạy trong đĩa từ xuất phát từ dải vĩ độ hẹp, khoảng 16 ± 1° so với các từ cực của Sao Mộc. Vùng hình tròn hẹp này ứng với vòng cực quang của Sao Mộc (xem thêm nội dung bên dưới). Dòng điện quay về chạy ở phần ngoài từ quyển, ở hoảng cách trên 50 RJ và đi vào tầng điện ly của Sao Mộc tại các cực, khép kín mạch điện. Tổng cường độ dòng điện xuyên tâm trong từ quyển Sao Mộc được ước lượng vào khoảng 60 triệu đến 140 triệu ampe.
Việc duy trì plasma cùng quay với Sao Mộc dẫn đến việc chuyển động năng quay của Sao Mộc thành động năng của plasma. Như vậy, từ quyển Sao Mộc được cung cấp năng lượng bởi sự tự quay của Sao Mộc, trong khi từ quyển của Trái Đất được bổ sung năng lượng chủ yếu bởi gió mặt trời.

### Hoán đổi do bất ổn và tái kết nối

Từ quyển Sao Mộc nhìn từ cực bắc xuống. (1): gió mặt trời, (2): cung sốc, (3): biên từ, (4): dòng điện xoáy phương vị, (5): khối plasma được hình thành, (6): khối plasma bị đẩy ra, (7): Sao Mộc, (8): vòng xuyến plasma Io, (9): phiến plasma cùng quay, (10): đuôi từ và dòng phiến trung hòa.

Vấn đề chính gặp phải khi giải thích động lực học của từ quyển Sao Mộc là sự vận chuyển plasma lạnh và đậm đặc từ vòng xuyến plasma Io, ở khoảng cách 6 RJ, ra phần ngoài từ quyển, ở khoảng cách 50 RJ. Cơ chế chính xác cho quá trình này vẫn chưa được hiểu đầy đủ, và đang được giả định là do sự khuếch tán plasma nhờ vào hoán đổi do các quá trình bất ổn định. Quá trình này tương tự như bất ổn định Rayleigh-Taylor trong động lực học chất lưu. Với từ quyển Sao Mộc, lực ly tâm đóng vai trò như trọng trường; và chất lưu có trọng lượng riêng nặng hơn chính là plasma lạnh và đậm đặc từ Io, trong khi chất lưu nhẹ hơn là plasma nóng và loãng đến từ phần ngoài từ quyển. Sự bất ổn định dẫn đến sự hoán đổi các khối plasma giữa phần trong và phần ngoài của từ quyển. Các khối rỗng và bình thường "nổi" ở phần ngoài từ quyển di chuyển về phía Sao Mộc do sự bất ổn định, đẩy các khối nặng chứa plasma của Io về phía đi ra xa khỏi Sao Mộc. Sự hoán đổi các khối plasma này là một dạng nhiễu loạn của từ quyển.
Bức tranh giả định về sự hoán đổi của các khối plasma phần nào được xác nhận bởi các quan sát từ tàu vũ trụ Galileo. Tàu này đã phát hiện các vùng có mật độ plasma giảm đột ngột kèm theo từ trường tăng đột ngột ở phần trong từ quyển. Các vùng rỗng này có thể ứng với các khối rỗng đến từ phần ngoài từ quyển. Ở phần giữa từ quyển, Galileo đã phát hiện những dòng hạt năng lượng cao và từ trường tăng cường do plasma nóng đến từ phần ngoài từ quyển tác động lên đĩa từ. Tuy nhiên cơ chế để vận chuyển plasma lạnh ra phía ngoài vẫn chưa được kiểm chứng bởi các quan sát.
Khi các khối chứa plasma lạnh của Io ra đến phần ngoài từ quyển, chúng trải qua quá trình tái kết nối, theo đó từ trường được tách khỏi plasma. Các đường sức từ quay trở lại phần trong từ quyển, cùng với các khối plasma nóng và loãng, trong khi các khối plasma lạnh và đặc có thể bị đẩy ra ngoài dọc theo đuôi từ. Các quá trình tái kết nối có thể tương ứng với các sự kiện tái cấu trúc toàn cục đã được quan sát bởi tàu thăm dò Galileo, xảy ra đều đặn khoảng 1 lần mỗi 2 đến 3 ngày. Các sự kiện tái cấu trúc thường bao gồm các biến đổi nhanh và hỗn loạn của cường độ và hướng của từ trường, cũng như những sự thay đổi đột ngột trong chuyển động của plasma, theo xu hướng không còn cùng quay với Sao Mộc và đi ra xa khỏi Sao Mộc. Chúng thường được quan sát ở nửa từ quyển đối diện với phía Mặt Trời và gần tiếp giáp với nửa từ quyển còn lại ở phía đông theo chiều quay của Sao Mộc - còn gọi là vùng bình minh của từ quyển. Dòng plasma chảy về phía đuôi trong theo các đường sức từ mở được gọi là gió hành tinh.
Các sự kiện tái kết nối tương tự như những cơn bão từ thứ cấp (substorm) trong từ quyển Trái Đất. Sự khác biệt đến từ nguồn năng lượng. Bão từ thứ cấp trên Trái Đất liên quan đến việc lưu trữ năng lượng của gió mặt trời trong đuôi từ và những đợt giải phóng năng lượng dự trữ này qua các sự kiện tái kết nối trong phiến dòng trung hòa của đuôi từ, sinh ra các khối plasma di chuyển xuôi theo đuôi. Trái lại, trong từ quyển Sao Mộc, năng lượng quay được dự trữ trong đĩa từ và được giải phóng khi các khối plasma tách khỏi nó.

### Ảnh hưởng của gió mặt trời

Tương tác giữa gió mặt trời và từ quyển Sao Mộc.

Tuy rằng động lực học của từ quyển Sao Mộc phụ thuộc vào nguồn năng lượng nội tại của Sao Mộc, gió mặt trời vẫn đóng một vai trò nhất định, đặc biệt trong việc cung cấp các proton năng lượng cao. Cấu trúc của phần ngoài từ quyển cho thấy một số đặc điểm của từ quyển được định hình bằng gió mặt trời, bao gồm sự bất đối xứng giữa vùng bình minh và vùng hoàng hôn, là hai vùng nằm ở ranh giới giữa nửa từ quyển hướng về phía Mặt Trời và nửa còn lại. Cụ thể, đường sức từ ở vùng hoàng hôn, là một trong hai vùng nêu trên nằm ở phía tây khi xét theo chiều tự quay của Sao Mộc, bị bẻ cong theo hướng ngược với ở vùng bình minh, vùng nằm ở phía đông. Ngoài ra, vùng bình minh còn chứa các đường sức từ mở kết nối đến đuôi từ, trong khi ở vùng hoàng hôn, các đường sức từ đều khép kín. Các quan sát này cho thấy các quá trình tái kết nối được vận hành bởi gió mặt trời, tương tự như chu kỳ Dungey trên Trái Đất, cũng xảy ra trong từ quyển Sao Mộc.
Mức độ ảnh hưởng của gió mặt trời lên động lực học của từ quyển Sao Mộc, tuy vậy, vẫn chưa được biết rõ; nó có thể mạnh hẳn lên trong thời kỳ có nhiều hoạt động Mặt Trời. Các bức xạ vô tuyến, quang học và tia X, từ cực quang, cũng như phát xạ xincrôtron từ vành đai bức xạ đều cho thấy sự tương quan với áp suất gió mặt trời, gợi ý rằng gió mặt trời có thể tác động vào tuần hoàn của plasma hoặc điều chỉnh một số quá trình vật lý bên trong từ quyển.

## Bức xạ

### Cực quang

Ảnh chụp cực quang, trong phổ cực tím, ở cực bắc của Sao Mộc, cho thấy vòng cực quang chính (4), và các vòng cực quang gần cực (2), các đốm cực quang do tương tác giữa Sao Mộc và các vệ tinh tự nhiên của nó gồm đốm cực quang Io (1), đốm cực quang Ganymede (6) và đốm cực quang Europa (7), và các điểm phát xạ cực quang nhất thời như phát xạ xuyên cực (3), phát xạ cực quang ban ngày (5).

Sao Mộc có các vòng cực quang vĩnh cửu và sáng ở cả hai cực của nó. Không giống như cực quang trên Trái Đất, thoáng qua và chỉ xảy ra vào những thời điểm hoạt động của Mặt Trời tăng cao, cực quang Sao Mộc tồn tại lâu dài, mặc dù cường độ của chúng thay đổi theo từng ngày. Chúng bao gồm ba thành phần chính: các vòng cực quang chính, là các vòng sáng và hẹp (chiều rộng nhỏ hơn 1000 km) nằm ở khoảng 16° từ các cực từ; các đốm cực quang gây ra bởi các vệ tinh tự nhiên của Sao Mộc, tương ứng với các vị trí mà các đường sức từ kết nối tầng điện ly của Sao Mộc với các vệ tinh tự nhiên lớn và gần nó nhất, và những điểm phát xạ cực quang nhất thời nằm trong các vòng cực quang chính. Trong khi bức xạ cực quang đã được phát hiện ở hầu hết các dải phổ điện từ, gồm sóng vô tuyến điện đến tia X (lên đến 3 keV), chúng sáng nhất ở vùng phổ giữa hồng ngoại (bước sóng 3-4 μm và 7-14 μm) và các dải quang phổ cực tím sâu (bước sóng 80-180 nm).
Các vòng cực quang chính là đặc điểm chủ đạo của cực quang Sao Mộc. Chúng có hình dáng và vị trí ổn định, nhưng cường độ sáng của chúng thay đổi mạnh theo áp suất của gió mặt trời — gió mặt trời mạnh lên thì cực quang yếu đi. Như đã được đề cập ở các nội dung bên trên, các vòng cực quang chính được duy trì bởi các dòng điện tử cường độ cao được gia tốc bởi hiệu điện thế giữa plasma trong đĩa từ và tầng điện ly của Sao Mộc. Các điện tử mang theo dòng điện hướng từ trường, gây ra lực Lorentz làm plasma trong đĩa từ quay cùng với Sao Mộc. Hiệu điện thế được tích lũy do plasma loãng hơn ở bên ngoài phiến plasma xích đạo không dẫn điện tốt. Các điện tử rơi xuống vòng cực quang chính có năng lượng trong khoảng 10 đến 100 keV và đi xuyên sâu vào bên trong khí quyển Sao Mộc, nơi chúng làm ion hóa và kích thích các phân tử hydro, gây ra phát xạ cực tím. Năng lượng tổng cộng chảy vào tầng điện ly ở vào khoảng 10 đến 100 TW. Ngoài ra, dòng điện chạy trong tầng ly làm nóng tầng khí quyển này qua hiệu ứng gia nhiệt Joule. Công suất sinh nhiệt của hiệu ứng này lên đến 300 TW, gây ra bức xạ hồng ngoại mạnh từ cực quang của Sao Mộc, và đóng góp một phần vào việc làm nóng tầng nhiệt của Sao Mộc.
| Bức xạ                            | Sao Mộc   | Đốm cực quang Io  |
| --------------------------------- | --------- | ----------------- |
| Vô tuyến (KOM, <0.3 MHz)          | ~1 GW     | ?                 |
| Vô tuyến (HOM, 0.3–3 MHz)         | ~10 GW    | ?                 |
| Vô tuyến (DAM, 3–40 MHz)          | ~100 GW   | 0.1–1 GW (Io-DAM) |
| Hồng ngoại (hydrocarbon, 7–14 μm) | ~40 TW    | 30–100 GW         |
| Hồng ngoại (H3+, 3–4 μm)          | 4–8 TW    | 30–100 GW         |
| Nhìn thấy (0.385–1 μm)            | 10–100 GW | 0.3 GW            |
| Tử ngoại (80–180 nm)              | 2–10 TW   | ~50 GW            |
| Tia X (0.1–3 keV)                 | 1–4 GW    | ?                 |

Các đốm cực quang gây ra bởi ba vệ tinh tự nhiên của Sao Mộc: Io, Europa và Ganymede. Các đốm này được sinh ra là do plasma bị quay chậm hơn khi ở gần các vệ tinh này, gây ra những dòng điện mạnh hơn nối từ các tầng điện ly của chúng đến tầng điện ly của Sao Mộc. Đốm sáng nhất gây ra bởi Io, vệ tinh này là nguồn cung cấp chủ lực cho plasma trong từ quyển (xem các nội dung ở bên trên). Đốm cực quang Io được cho là có liên hệ với các sóng Alfvén chạy trong các tầng điện ly của Sao Mộc và Io. Các đốm cực quang Europa và Ganymede mờ hơn nhiều, vì các vệ tinh này không phải là các nguồn sinh ra nhiều plasma. Plasma từ Europa và Ganymede có nguồn gốc từ sự thăng hoa nước đá trên bề mặt của chúng.
Một số điểm hoặc cung sáng thỉnh thoảng cũng xuất hiện bên trong các vòng cực quang chính. Các hiện tượng nhất thời này được cho là có liên hệ với tương tác của gió mặt trời. Các đường sức từ trong vùng cực quang được cho là mở và nối đến đuôi từ. Các vòng cực quang thứ cấp nằm bên trong vòng cực quang chính có thể liên quan đến đường biên giới giữa các đường sức từ mở và các đường sức từ khép kín, được gọi là các đỉnh kết nối ở cực. Phát xạ cực quang ở gần cực Sao Mộc tương tự như ở cực Trái Đất: cả hai đều xuất hiện khi các điện tử được gia tốc về phía hành tinh bởi một hiệu điện thế, trong quá trình tái kết nối các đường sức từ mặt trời với các đường sức từ của hành tinh. Vùng nằm bên trong vòng cực quang chính phát ra chủ yếu tia X. Phổ X quang của bức xạ cực quang cho thấy các vạch quang phổ của oxy và lưu huỳnh bị ion hóa cao, có thể xuất hiện khi ion S và O năng lượng cao (hàng trăm kiloelectronvolt) bay vào vùng cực của khí quyển Sao Mộc. Nguồn sinh ra các ion này vẫn chưa được biết rõ.

### Sao Mộc như một sao xung
Sao Mộc là nguồn phát sóng vô tuyến mạnh, trong dải phổ từ vài kilohertz đến hàng chục megahertz. Sóng vô tuyến với tần số nhỏ hơn 0,3 MHz (ứng với bước sóng dài hơn 1 km) được gọi là bức xạ vô tuyến kilomét hay KOM. Sóng với tần số trong khoảng 0,3 đến 3 MHz (ứng với bước sóng khoảng 100 đến 1000 m) được gọi là bức xạ hectomét hay HOM, còn bức xạ trong dải 3 đến 40 MHz (với bước sóng cỡ 10 đến 100 m) được gọi là bức xạ decamét hay DAM. Bức xạ DAM là bức xạ vô tuyến của Sao Mộc lần đầu được quan sát từ Trái Đất, và bức xạ này biến thiên theo chu kỳ xấp xỉ 10 giờ, giúp nhận diện nó đến từ Sao Mộc. Phần bức xạ DAM mạnh nhất, liên quan đến Io và tương tác của các dòng plasma giữa Io và Sao Mộc, được gọi là DAM do Io.

Phổ bức xạ vô tuyến của Sao Mộc, so sánh với bức xạ vô tuyến kilomét của bốn hành tinh có từ trường khác là Sao Thổ, Trái Đất, Sao Thiên Vương và Sao Hải Vương.

Phần lớn các bức xạ này được cho là sinh ra bởi cơ chế Bất ổn định Maser Xiclotron, được hình thành ở gần vùng cực quang, nơi các điện tử dao động qua lại giữa hai cực. Các điện tử liên quan đến việc sinh ra các sóng vô tuyến có thể là những hạt mang dòng điện đi từ hai cực đến đĩa từ. Cường độ bức xạ vô tuyến của Sao Mộc thường biến đổi từ từ theo thời gian; tuy nhiên, thỉnh thoảng, và một cách định kỳ, Sao Mộc vẫn sinh ra các phát xạ bùng nổ ngắn và mạnh (gọi là bùng nổ S), làm che mờ các thành phần bức xạ khác. Tổng công suất phát xạ trong dải DAM là khoảng 100 GW, còn tổng công suất phát xạ của hai dải HOM và KOM là khoảng 10 GW. So với Sao Mộc, tổng công suất phát xạ của Trái Đất chỉ là 0,1 GW.
Phát xạ hạt và sóng vô tuyến của Sao Mộc bị điều chế mạnh bởi sự tự quay của nó, khiến cho hành tinh này hoạt động như sao xung trong bức xạ vô tuyến. Sự điều chế tuần hoàn này có thể liên quan đến sự bất đối xứng trong từ quyển Sao Mộc, gây ra bởi độ nghiêng của trục mômen từ so với trục quay của hành tinh, và bởi các dị từ ở tầng cao khí quyển Sao Mộc. Cơ chế vật lý của phát xạ vô tuyến ở Sao Mộc tương tự như trong sao xung vô tuyến. Chỉ khác nhau về độ lớn, Sao Mộc có thể được coi như một sao xung vô tuyến rất nhỏ. Ngoài ra, bức xạ vô tuyến của Sao Mộc cũng chịu tác động mạnh từ áp lực gió mặt trời và, do đó, phụ thuộc vào hoạt động của Mặt Trời.
Ngoài bức xạ vô tuyến ở bước sóng tương đối dài, Sao Mộc cũng phát ra bức xạ xincrôtron (còn được gọi là bức xạ đềximét hay DIM) với tần số trong khoảng 0,1 đến 15 GHz (bước sóng từ 3 m đến 2 cm), là các bức xạ hãm phát ra khi các điện tử tương đối tính  bị bẫy ở bên trong vành đai bức xạ của hành tinh. Năng lượng của các điện tử tham gia vào phát xạ DIM là vào khoảng từ 0,1 đến 100 MeV, và các điện tử đóng góp nhiều nhất cho phát xạ DIM có năng lượng trong khoảng 1 đến 20 MeV. Bức xạ này đã được nghiên cứu kỹ và đã được sử dụng từ đầu những năm 1960 để nghiên cứu cấu trúc của từ trường và vành đai bức xạ của Sao Mộc. Các hạt trong vành đai bức xạ bắt nguồn từ phần ngoài từ quyển và được tăng tốc đoạn nhiệt khi chúng di chuyển vào phần trong từ quyển.
Từ quyển Sao Mộc phóng ra các điện tử và ion năng lượng cao (lên đến hàng chục megaelectronvolt), có thể đi xa tới tận quỹ đạo Trái Đất. Các dòng hạt này khá chuẩn trực và thay đổi theo chu kỳ quay của Sao Mộc, giống như bức xạ vô tuyến. Trong khía cạnh này, Sao Mộc cũng cho thấy sự giống nhau với sao xung.

## Tương tác với các vành đai và các vệ tinh
Từ quyển của Sao Mộc bao trùm hết hệ thống các vành đai Sao Mộc và toàn bộ các quỹ đạo của những vệ tinh Galileo. Quay quanh Sao Mộc ở gần xích đạo từ, các thiên thể này là nguồn phát sinh, đồng thời là nơi hấp thụ, plasma của từ quyển, với các hạt năng lượng cao đến từ từ quyển tác động làm thay đổi bề mặt của chúng. Các hạt năng lượng cao làm phún xạ vật liệu ra khỏi bề mặt các thiên thể, và làm thay đổi thành phần hóa học của các bề mặt thông qua quá trình xạ phân (radiolysis). Do plasma cùng quay với Sao Mộc, và quay nhanh hơn các thiên thể này, plasma tương tác nhiều hơn với phần bề mặt hướng ngược lại với chiều chuyển động quanh Sao Mộc, tạo ra sự bất đối xứng trên bề mặt các thiên thể. Ngoài ra, từ trường nội tại mạnh của các vệ tinh tự nhiên cũng đóng góp vào từ trường tổng cộng của Sao Mộc.

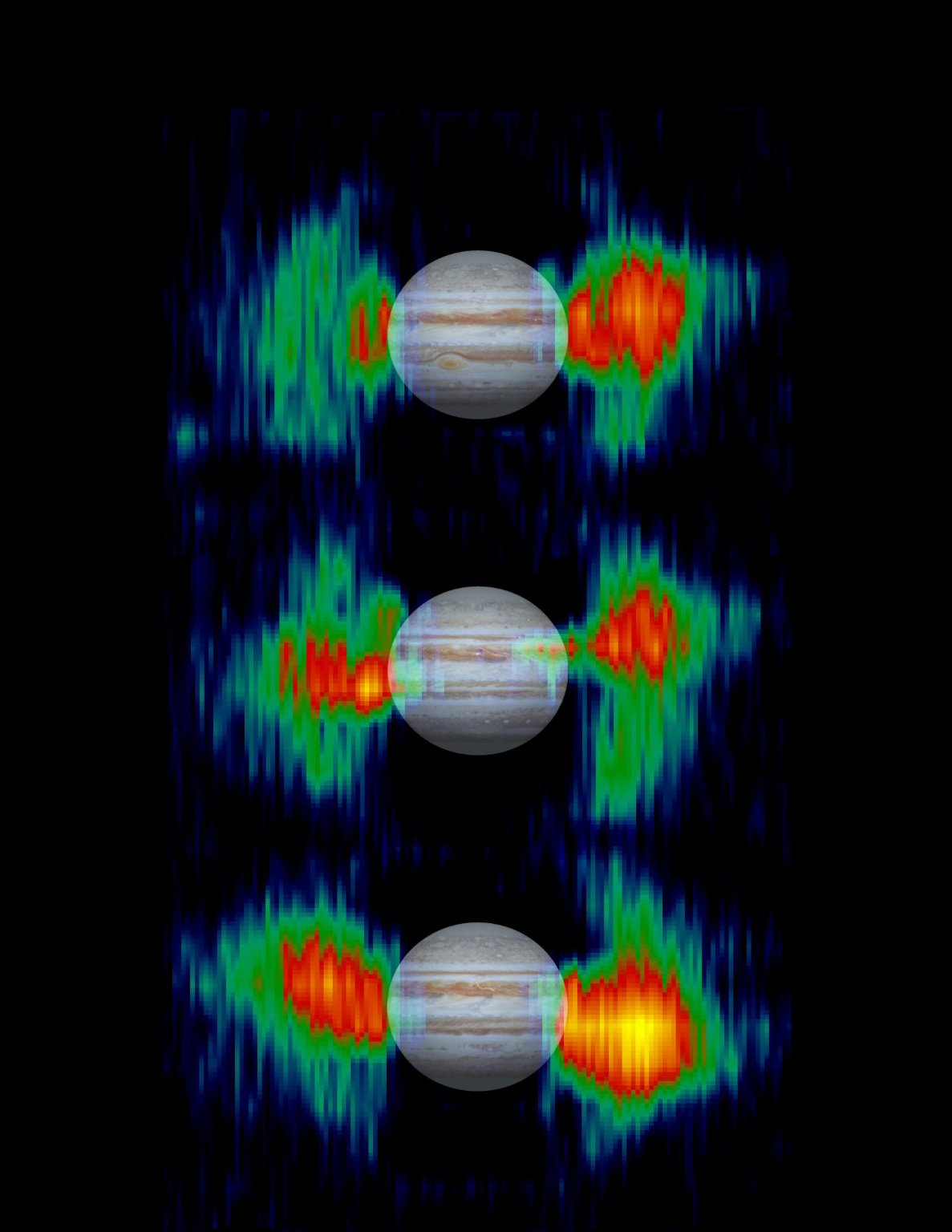
Sự biến thiên của vành đai bức xạ Sao Mộc.

Ở gần Sao Mộc, các vành đai và các vệ tinh nhỏ hấp thu các hạt năng lượng cao (năng lượng trên 10 keV) từ vành đai bức xạ. Sự hấp thụ này tạo ra những khoảng trống trong vành đai và ảnh hưởng đến bức xạ xincrôtron đềximét (DIM). Thực tế là sự tồn tại của các vành đai Sao Mộc lần đầu được tiên đoán dựa vào những dữ liệu từ tàu Pioneer 11 cho thấy sự sụt giảm mạnh số lượng các ion năng lượng cao ở gần Sao Mộc. Từ trường của hành tinh này ảnh hưởng mạnh mẽ đến chuyển động của các hạt nhỏ hơn cỡ micromét trong vành đai Sao Mộc, do các hạt này bị tích điện dưới tác động của bức xạ tử ngoại của Mặt Trời. Chúng chuyển động tương tự như những ion cùng quay với Sao Mộc. Sự cộng hưởng trong tương tác, giữa các hạt nhỏ chuyển động cùng quay với Sao Mộc và các hạt lớn hơn chuyển động theo quỹ đạo thông thường được chi phối bởi lực hấp dẫn, được cho là đã sinh ra vành đai hào quang nằm trong cùng của Sao Mộc (nằm ở khoảng giữa 1,4 và 1,71 RJ), chứa các hạt nhỏ hơn cỡ micromét chuyển động trên những quỹ đạo có độ nghiêng và độ lêch tâm lớn. Với các hạt xuất xứ từ những vành đai chính và di chuyển vào gần Sao Mộc, quỹ đạo của chúng bị thay đổi do cộng hưởng Lorentz theo tỷ lệ 3:2 ở khoảng cách 1,71 RJ, và bị tăng dần độ nghiêng và độ lệch tâm. Một cộng hưởng Lorentz khác xảy ra ở khoảng cách 1,4 RJ với tỷ lệ 2:1 cố định biên giới trong cùng của vành đai hào quang.
Tất cả các vệ tinh Galileo đều có bầu khí quyển mỏng với áp suất bề mặt trong khoảng 0,01 đến 1 nbar, bao gồm tầng điện ly với mật độ hạt điện tử ở khoảng 1000 đến 10000 cm−3. Dòng plasma từ quyển lạnh quay cùng với Sao Mộc phần nào bị đi lệch hướng khi chảy qua các vệ tinh, do các dòng điện trong tầng điện ly của các vệ tinh, tạo ra các cấu trúc hình nêm được gọi là các cánh Alfvén. Sự tương tác giữa các vệ tinh lớn với dòng plasma quay cùng Sao Mộc tương tự như sự tương tác giữa gió mặt trời với các hành tinh phi từ tính như Sao Kim, mặc dù tốc độ quay của plasma thường thấp hơn tốc độ âm thanh (tốc độ của plasma trong khoảng từ 74 đến 328 km/s), ngăn cản sự hình thành cung sốc. Áp lực từ dòng plasma cùng quay với Sao Mộc liên tục đẩy khí ra khỏi khí quyển của các vệ tinh (đặc biệt là với Io), và một số nguyên tử của dòng khí bị đẩy ra tiếp tục bị ion hóa và gia nhập vào dòng plasma cùng quay với Sao Mộc. Quá trình này tạo ra các vòng xuyến khí và plasma trong vùng lân cận của các quỹ đạo vệ tinh, trong đó vòng xuyến của Io là nổi bật nhất. Như vậy, các vệ tinh Galileo (chủ yếu là Io) trở thành nguồn cung plasma chính cho phần trong và phần giữa của từ quyển Sao Mộc. Khác với plasma nguội lạnh quay cùng Sao Mộc, các hạt năng lượng cao khi bay đến các vệ tinh Galileo hầu như không bị chệch hướng, theo kiểu như các cánh Alfvén, và có thể tiếp cận bề mặt của các vệ tinh này (ngoại trừ trường hợp của Ganymede).

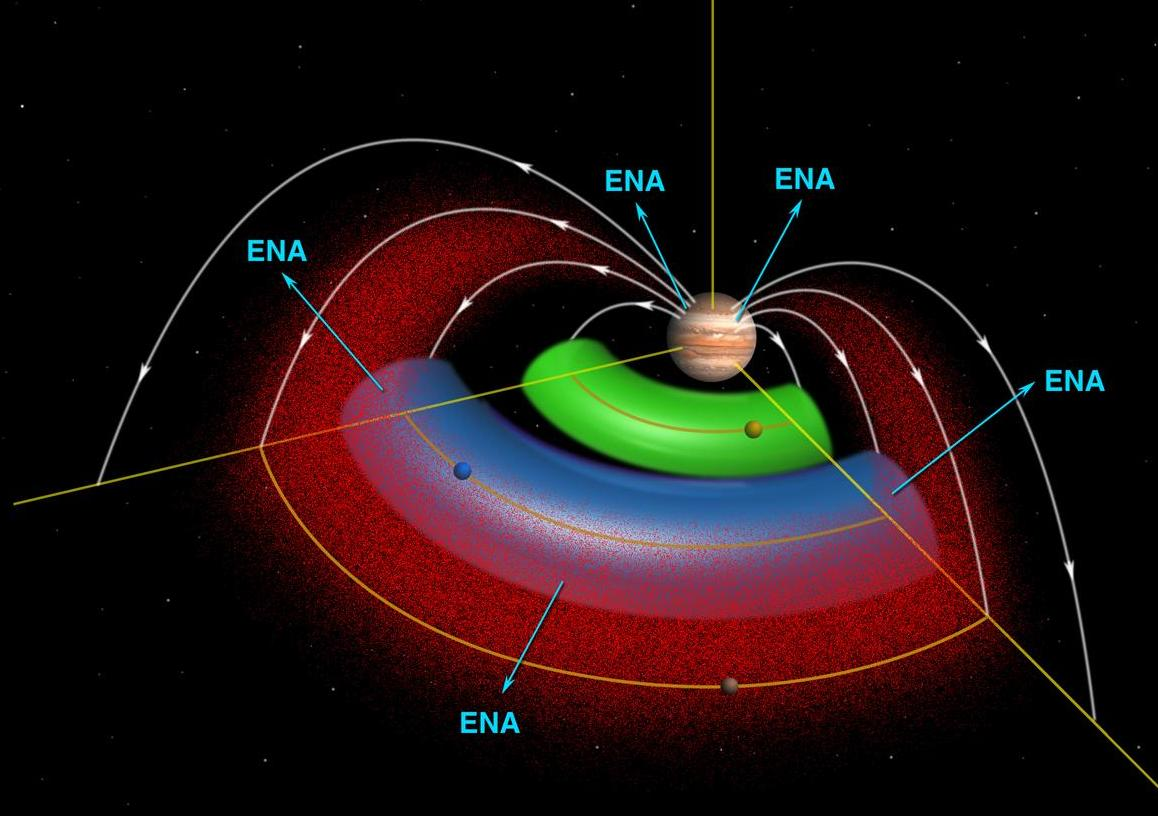
Các vòng xuyến plasma sinh ra bởi Io và Europa. Trên hình, các mũi tên với ký hiệu ENA chỉ hướng chuyển động của các nguyên tử trung hòa điện năng lượng cao.

Các vệ tinh Galileo chứa băng đá, Europa, Ganymede và Callisto, đều sinh ra mômen từ cảm ứng để đáp lại sự thay đổi từ trường của Sao Mộc ở khu vực lân cận các vệ tinh này. Các mômen từ biến thiên này tạo ra các lưỡng cực từ xung quanh chúng, chống lại những thay đổi từ trường ở gần các vệ tinh. Các dòng điện cảm ứng, sinh ra từ trường cảm ứng, được cho là chạy trong các lớp ngầm của nước mặn, có khả năng tồn tại trong tất cả các vệ tinh băng đá của Sao Mộc. Những đại dương ngầm này có thể chứa đựng sự sống, và bằng chứng cho sự tồn tại của chúng là một trong những khám phá quan trọng nhất được thực hiện vào những năm 1990 bởi tàu vũ trụ Galileo.
Tương tác của từ quyển Sao Mộc với Ganymede, vệ tinh có mômen từ nội tại, khác với sự tương tác của nó với các vệ tinh phi từ tính. Từ trường nội tại của Ganymede tạo ra một khoang rỗng bên trong từ quyển Sao Mộc, với đường kính bằng khoảng hai lần đường kính Ganymede, tạo ra một từ quyển nhỏ trong từ quyển Sao Mộc. Từ trường của Ganymede làm lệch hướng dòng plasma cùng quay với Sao Mộc khi chảy qua nó. Nó cũng bảo vệ các vùng xích đạo của Ganymede, nơi các đường sức từ được khép kín, khỏi các hạt năng lượng cao. Các hạt năng lượng cao vẫn có thể bắn phá các vùng cực của Ganymede, nơi các đường sức từ mở. Một số hạt năng lượng cao bị bẫy ở gần khu vực xích đạo của Ganymede, tạo ra những vành đai bức xạ nhỏ. Các hạt điện tử năng lượng cao đi vào bầu khí quyển mỏng ở vùng cực Ganymede cũng gây ra các cực quang đã được quan sát tại Ganymede.
Các hạt tích điện có ảnh hưởng đáng kể đến các tính chất bề mặt của các vệ tinh Galileo. Plasma có nguồn gốc từ Io mang ion lưu huỳnh và natri đi về hướng ra xa khỏi Sao Mộc,  và rơi lên Europa và Ganymede, chủ yếu ở phần bán cầu quay về hướng ngược lại chiều quay quanh Sao Mộc. Tuy nhiên trên Callisto, vì các nguyên nhân chưa được làm rõ, lưu huỳnh tập trung vào bán cầu quay về hướng trùng với chiều quay quanh Sao Mộc. Plasma cũng có thể làm các bán cầu vệ tinh quay về hướng ngược lại chiều quay quanh Sao Mộc bị tối đi (một lần nữa, trừ trường hợp của Callisto). Các dòng hạt điện tử và ion năng lượng cao, trong đó các dòng ion đẳng hướng hơn, bắn phá bề mặt băng đá của các vệ tinh, làm phún xạ các nguyên tử và phân tử ra khỏi các bề mặt này, và gây ra hiện tượng xạ phân của nước và các hợp chất hoá học khác. Các hạt năng lượng cao tách nước thành oxy và hydro, giúp duy trì bầu khí quyển oxy mỏng của các vệ tinh băng (vì hydro thoát ra khỏi các vệ tinh này nhanh hơn). Các hợp chất được tạo ra qua quá trình xạ phân trên bề mặt các vệ tinh Galileo bao gồm ozon và hydro peroxid. Nếu các chất hữu cơ hoặc cacbonat có mặt, cacbon dioxide, methanol và axit cacbonic cũng có thể được tạo ra. Khi có mặt lưu huỳnh, các sản phẩm có thể bao gồm lưu huỳnh dioxide, hydro disulfua và axit sulfuric. Các chất oxy hóa được tạo ra bởi xạ phân, như oxy và ozon, có thể bị mắc kẹt bên trong các lớp băng và được mang theo xuống các đại dương trong những khoảng thời gian địa chất, do đó đóng vai trò như một nguồn năng lượng tiềm năng cho sự sống dưới các đại dương này.

## Lịch sử khám phá

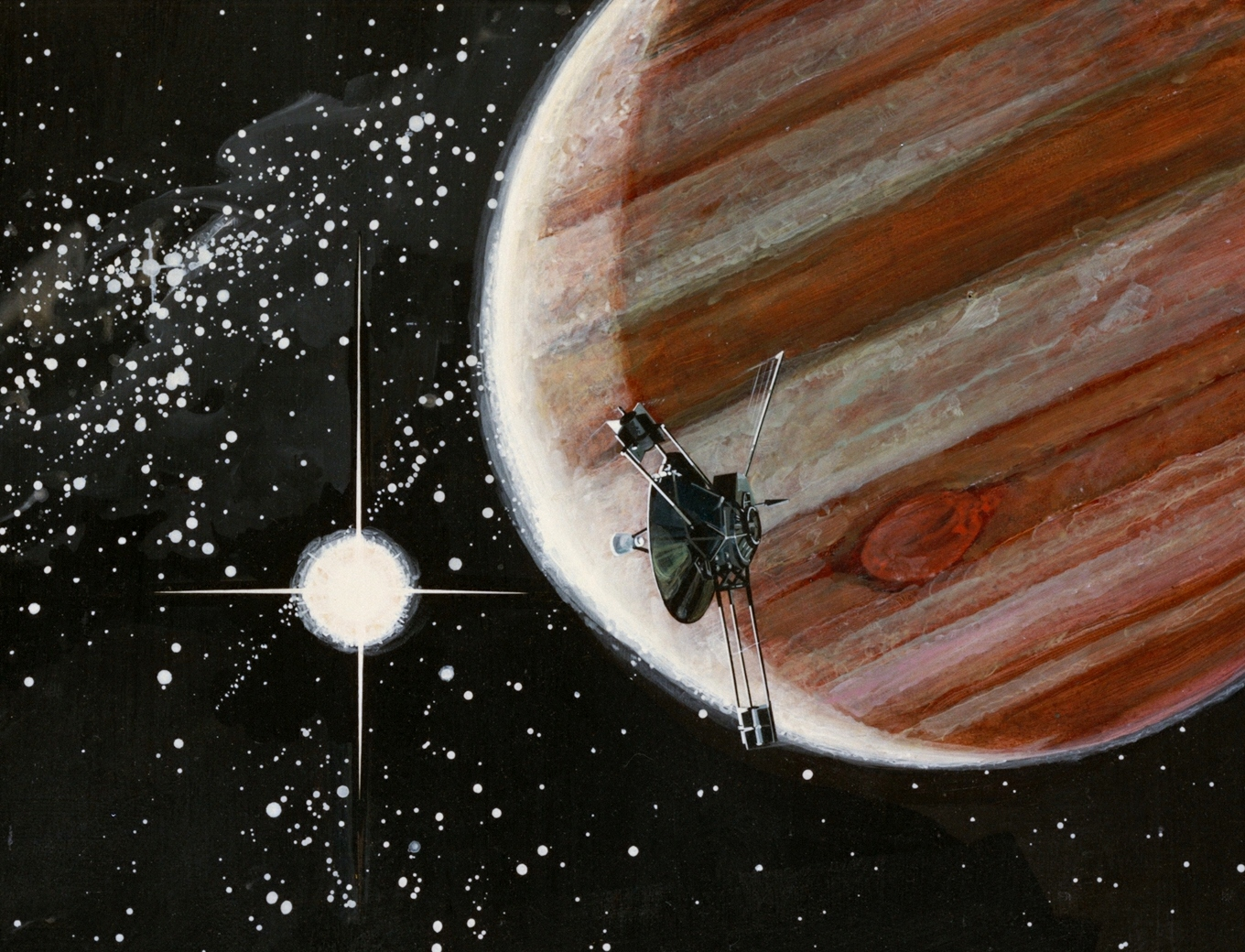
Tàu Pioneer 10 đã cung cấp những kết quả đo đạc tại chỗ, lần đầu tiên khẳng định sự tồn tại của từ quyển Sao Mộc.

Bằng chứng đầu tiên cho sự tồn tại của từ trường Sao Mộc đã xuất hiện vào năm 1955, với sự phát hiện của bức xạ vô tuyến đêcamét, DAM, của Sao Mộc. Vì dải phổ của DAM mở rộng đến 40 MHz, các nhà thiên văn học kết luận rằng Sao Mộc phải có từ trường với cường độ khoảng 1 militesla (tức 10 gauss).
Vào năm 1959, các quan sát trong dải vi sóng (một phần của quang phổ điện từ ở tần số từ 0,1 đến 10 GHz) đã dẫn tới khám phá ra bức xạ đềximét, DIM, của Sao Mộc, được xác định là bức xạ xincrôtron phát ra bởi các hạt điện tử tương đối tính bị bẫy trong các vành đai bức xạ của Sao Mộc. Bức xạ xincrôtron này được sử dụng để ước tính số lượng và năng lượng của các hạt điện tử quanh Sao Mộc và cũng giúp cải thiện các giá trị ước lượng của momen từ và độ nghiêng của nó.
Sự điều biến của bức xạ DAM của Sao Mộc gây ra bởi vệ tinh Io, còn được gọi là DAM do Io, đã được phát hiện vào năm 1964, và cho phép xác định chính xác chu kỳ quay của Sao Mộc.

### Các khám phá sau 1970

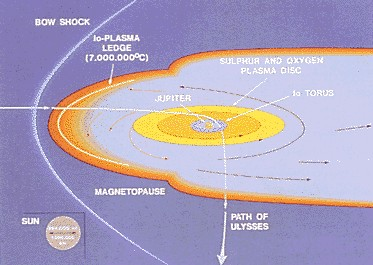
Đường đi của tàu Ulysses xuyên qua từ quyển Sao Mộc năm 1992.

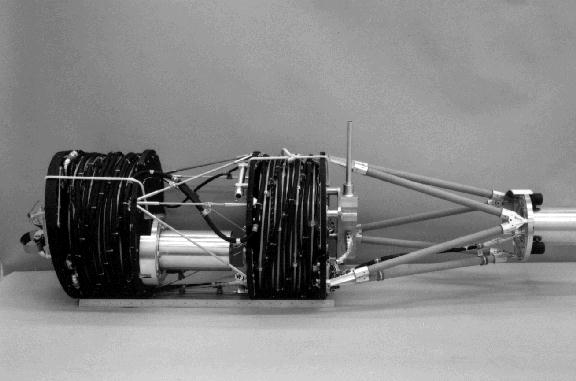
Từ kế trên tàu quỹ đạo Galileo.

Đến năm 1973, độ lớn của mômen từ đã được xác định với sai số tương đối khoảng 50%, trong khi độ nghiêng được ước tính chính xác hơn, vào khoảng 10°. Việc khẳng định hoàn toàn sự tồn tại của từ trường Sao Mộc đã lần đầu tiên được thực hiện vào tháng 12 năm 1973, khi phi thuyền Pioneer 10 bay tới gần hành tinh này.
Pioneer đã cung cấp các đo đạc bao trùm đầy đủ nhất phần trong từ quyển Sao Mộc. Mức độ bức xạ ở Sao Mộc mạnh hơn gấp 10 lần so với dự đoán của các nhà thiết kế tàu Pioneer, dẫn đến những lo lắng rằng tàu thăm dò sẽ không tồn tại nổi; tuy nhiên, với một vài trục trặc nhỏ, nó đã vượt qua được các vành đai bức xạ, một phần nhờ vào sự biến thiên của quyển từ Sao Mộc, vào thời điểm đó, theo chiều hướng có lợi cho tàu vũ trụ. Tuy nhiên, Pioneer 11 đã mất hầu hết các hình ảnh chụp Io, vì các bức xạ mạnh đã khiến phân cực kế của máy ảnh bị nhận được một số lệnh giả mạo. Các tàu vũ trụ trong chương trình Voyager được lên kế hoạch sau đó, với công nghệ tiên tiến hơn, đã được thiết kế lại để đối phó với mức độ bức xạ mạnh.
Voyager 1 và 2 đến Sao Mộc vào các năm 1979–1980 và chủ yếu đi trong mặt phẳng xích đạo. Voyager 1 đã đi vào trong vùng ở khoảng cách 5 RJ tới tâm Sao Mộc, và trở thành tàu vũ trụ đầu tiên gặp vòng xuyến plasma của Io. Voyager 2 đi vào vùng ở khoảng cách 10 RJ và đã khám phá ra phiến dòng ở mặt phẳng xích đạo. Tàu thăm dò tiếp theo đã đi qua Sao Mộc là Ulysses vào năm 1992, đã khảo sát một phần từ quyển cực của hành tinh này.
Tàu vũ trụ Galileo đã bay trên quỹ đạo quanh Sao Mộc từ năm 1995 đến năm 2003, cung cấp bản đồ khá đầy đủ về từ trường Sao Mộc ở gần mặt phẳng xích đạo, tại khoảng cách lên đến 100 RJ. Các vùng được khảo sát bao gồm đuôi từ, và vùng bình minh và hoàng hôn của từ quyển. Tuy Galileo đã sống sót tương đối thành công trong môi trường bức xạ khắc nghiệt của Sao Mộc, nó vẫn gặp phải một số vấn đề kỹ thuật. Đặc biệt, con quay hồi chuyển của tàu vũ trụ này thường biểu hiện các lỗi với số lượng ngày càng gia tăng. Nhiều lần tia lửa điện đã phóng giữa các phần quay và không quay của tàu vũ trụ, làm cho nó tự động chuyển sang chế độ an toàn, dẫn đến mất hoàn toàn dữ liệu các ngày thứ 16, thứ 18 và thứ 33 trên quỹ đạo. Các bức xạ cũng gây ra thay đổi pha trong bộ dao động thạch anh vốn được cho là cực kỳ ổn định trên Galileo.
Khi tàu vũ trụ Cassini bay qua Sao Mộc vào năm 2000, nó đã thực hiện những đo đạc phối hợp với Galileo. Sau đó, New Horizons đã bay qua Sao Mộc vào năm 2007, thực hiện một điều tra duy nhất về đuôi từ Sao Mộc, ở khoảng cách tới 2500 RJ dọc theo đuôi từ.
Năm 2003, NASA đã tiến hành một nghiên cứu sơ bộ mang tên "Thám hiểm dùng người ở các hành tinh bên ngoài" (HOPE), đề cập đến khả năng con người tham gia vào các chuyến thám hiểm trong tương lai về vùng ngoài hệ Mặt Trời. Khả năng xây dựng một căn cứ trên Callisto đã được đưa ra tranh luận, nhờ vào mức bức xạ thấp ở khoảng cách của vệ tinh này đến Sao Mộc và sự ổn định về địa chất của nó. Callisto là vệ tinh Galileo duy nhất mà việc khám phá có sự tham gia của con người dường như là khả thi. Mức độ bức xạ ion hoá trên Io, Europa và Ganymede là quá nguy hiểm cho cuộc sống của con người, và các biện pháp bảo vệ đầy đủ vẫn chưa được xây dựng.

### Các khám phá sau 2010
Tàu Juno đã được phóng vào năm 2011 và đi vào quỹ đạo bay quanh Sao Mộc vào tháng 7 năm 2016. Tàu này mang theo một bộ dụng cụ được thiết kế để đo đạc kỹ hơn về từ quyển, bao gồm từ kế và các thiết bị khác để đo đạc plasma và một thiết bị được gọi là  Waves để đo sóng vô tuyến.
Các dụng cụ trong Thí nghiệm Phân bố Cực quang Sao Mộc (JIRAM) cũng giúp cung cấp thêm thông tin về từ quyển.
Mục tiêu khoa học của Juno bao gồm việc khám phá đầy đủ hơn về từ quyển cực của Sao Mộc. Độ phủ của các đo đạc về từ quyển Sao Mộc vẫn kém hơn nhiều so với đo đạc từ trường Trái Đất. Các nghiên cứu bổ sung sẽ giúp mở rộng hiểu biết về động lực học của từ quyển Sao Mộc.
Một mục tiêu chính của nhiệm vụ Juno là khám phá từ quyển cực của Sao Mộc. Trong khi Ulysses đã đạt được vĩ độ khoảng 48 độ trong một thời gian ngắn, nó lại ở khoảng cách khá xa đến Sao Mộc (cỡ 8,6 RJ). Do đó, từ quyển cực của Sao Mộc vẫn là vùng hầu như chưa được khám phá, và đặc biệt, khu vực gia tốc cực tím chưa bao giờ được thám hiểm....— A Wave Investigation for the Juno Mission to Jupiter

## Các nguồn trích dẫn
- Bhardwaj, A.; Gladstone, G.R. (2000). "Auroral emissions of the giant planets" (PDF). Reviews of Geophysics. Quyển 38 số 3. tr. 295–353. Bibcode:2000RvGeo..38..295B. doi:10.1029/1998RG000046. Bản gốc (PDF) lưu trữ ngày 28 tháng 6 năm 2011. Truy cập ngày 9 tháng 9 năm 2017.
- Blanc, M.; Kallenbach, R.; Erkaev, N. V. (2005). "Solar System magnetospheres". Space Science Reviews. Quyển 116 số 1–2. tr. 227–298. Bibcode:2005SSRv..116..227B. doi:10.1007/s11214-005-1958-y.
- Bolton, S.J.; Janssen, M.; và đồng nghiệp (2002). "Ultra-relativistic electrons in Jupiter's radiation belts". Nature. Quyển 415 số 6875. tr. 987–991. Bibcode:2002Natur.415..987B. doi:10.1038/415987a. PMID 11875557.
- Bolton, S. J.; Adriani, A.; Adumitroaie, V.; Allison, M.; Anderson, J.; Atreya, S.; Bloxham, J.; Brown, S.; Connerney, J. E. P. (ngày 26 tháng 5 năm 2017). "Jupiter's interior and deep atmosphere: The initial pole-to-pole passes with the Juno spacecraft". Science (bằng tiếng Anh). Quyển 356 số 6340. tr. 821–825. doi:10.1126/science.aal2108. ISSN 0036-8075. PMID 28546206.
- Burke, B.F.; Franklin, K. L. (1955). "Observations of a variable radio source associated with the planet Jupiter". Journal of Geophysical Research. Quyển 60 số 2. tr. 213–217. Bibcode:1955JGR....60..213B. doi:10.1029/JZ060i002p00213.
- Burns, J.A.; Simonelli, D. P.; Showalter; Hamilton; Porco; Throop; Esposito (2004). "Jupiter's ring-moon system" (PDF). Trong Bagenal, F.; và đồng nghiệp (biên tập). Jupiter: The Planet, Satellites and Magnetosphere. Cambridge University Press. tr. 241. Bibcode:2004jpsm.book..241B. ISBN 0-521-81808-7.
- Clarke, J.T.; Ajello, J.; và đồng nghiệp (2002). "Ultraviolet emissions from the magnetic footprints of Io, Ganymede and Europa on Jupiter" (PDF). Nature. Quyển 415 số 6875. tr. 997–1000. doi:10.1038/415997a. PMID 11875560.
- Connerney, J. E. P.; Adriani, A.; Allegrini, F.; Bagenal, F.; Bolton, S. J.; Bonfond, B.; Cowley, S. W. H.; Gerard, J.-C.; Gladstone, G. R. (ngày 26 tháng 5 năm 2017). "Jupiter's magnetosphere and aurorae observed by the Juno spacecraft during its first polar orbits". Science (bằng tiếng Anh). Quyển 356 số 6340. tr. 826–832. doi:10.1126/science.aam5928. ISSN 0036-8075. PMID 28546207.
- Cooper, J. F.; Johnson, R. E.; và đồng nghiệp (2001). "Energetic ion and electron irradiation of the icy Galilean satellites" (PDF). Icarus. Quyển 139 số 1. tr. 133–159. Bibcode:2001Icar..149..133C. doi:10.1006/icar.2000.6498. Bản gốc (PDF) lưu trữ ngày 25 tháng 2 năm 2009. Truy cập ngày 9 tháng 9 năm 2017.
- Cowley, S.W. H.; Bunce, E. J. (2001). "Origin of the main auroral oval in Jupiter's coupled magnetosphere–ionosphere system". Planetary and Space Science. Quyển 49 số 10–11. tr. 1067–66. Bibcode:2001P&SS...49.1067C. doi:10.1016/S0032-0633(00)00167-7.
- Cowley, S.W. H.; Bunce, E. J. (2003). "Modulation of Jovian middle magnetosphere currents and auroral precipitation by solar wind-induced compressions and expansions of the magnetosphere: initial response and steady state". Planetary and Space Science. Quyển 51 số 1. tr. 31–56. Bibcode:2003P&SS...51...31C. doi:10.1016/S0032-0633(02)00130-7.
- Drake, F. D.; Hvatum, S. (1959). "Non-thermal microwave radiation from Jupiter". Astronomical Journal. Quyển 64. tr. 329. Bibcode:1959AJ.....64S.329D. doi:10.1086/108047.
- Elsner, R. F.; Ramsey, B. D.; và đồng nghiệp (2005). "X-ray probes of magnetospheric interactions with Jupiter's auroral zones, the Galilean satellites, and the Io plasma torus" (PDF). Icarus. Quyển 178 số 2. tr. 417–428. Bibcode:2005Icar..178..417E. doi:10.1016/j.icarus.2005.06.006. Bản gốc (PDF) lưu trữ ngày 19 tháng 6 năm 2019. Truy cập ngày 9 tháng 9 năm 2017.
- Fieseler, P.D.; Ardalan, S. M.; và đồng nghiệp (2002). "The radiation effects on Galileo spacecraft systems at Jupiter" (PDF). Nuclear Science. Quyển 49 số 6. tr. 2739–58. Bibcode:2002ITNS...49.2739F. doi:10.1109/TNS.2002.805386. Bản gốc (PDF) lưu trữ ngày 19 tháng 7 năm 2011. Truy cập ngày 9 tháng 9 năm 2017.
- Hill, T. W.; Dessler, A. J. (1995). "Space physics and astronomy converge in exploration of Jupiter's Magnetosphere". Earth in Space. Quyển 8 số 32. tr. 6. Bibcode:1995EOSTr..76..313H. doi:10.1029/95EO00190. Bản gốc lưu trữ ngày 1 tháng 5 năm 1997.
- Hibbitts, C.A.; McCord, T.B.; Hansen, T.B. (2000). "Distribution of CO2 and SO2 on the surface of Callisto". Journal of Geophysical Research. Quyển 105 số E9. tr. 22, 541–557. Bibcode:2000JGR...10522541H. doi:10.1029/1999JE001101.
- "NASA's Juno and JEDI: Ready to Unlock Mysteries of Jupiter". Phòng thí nghiệm Vật lý Ứng dụng của Đại học Johns Hopkins. ngày 29 tháng 6 năm 2016. Bản gốc lưu trữ ngày 24 tháng 3 năm 2017. Truy cập ngày 17 tháng 9 năm 2017.
- Johnson, R.E.; Carlson, R.V.; và đồng nghiệp (2004). "Radiation Effects on the Surfaces of the Galilean Satellites" (PDF). Trong Bagenal, F.; và đồng nghiệp (biên tập). Jupiter: The Planet, Satellites and Magnetosphere. Cambridge University Press. ISBN 0-521-81808-7. Bản gốc (PDF) lưu trữ ngày 30 tháng 4 năm 2016. Truy cập ngày 9 tháng 9 năm 2017.
- Khurana, K.K.; Kivelson, M. G.; và đồng nghiệp (2004). "The configuration of Jupiter's magnetosphere" (PDF). Trong Bagenal, F.; Dowling, T.E.; McKinnon, W.B. (biên tập). Jupiter: The Planet, Satellites and Magnetosphere. Cambridge University Press. ISBN 0-521-81808-7. Bản gốc (PDF) lưu trữ ngày 19 tháng 3 năm 2014. Truy cập ngày 9 tháng 9 năm 2017.
- Kivelson, M.G. (2005). "The current systems of the Jovian magnetosphere and ionosphere and predictions for Saturn" (PDF). Space Science Reviews. Quyển 116 số 1–2. Springer. tr. 299–318. Bibcode:2005SSRv..116..299K. doi:10.1007/s11214-005-1959-x. Bản gốc (PDF) lưu trữ ngày 29 tháng 9 năm 2011. Truy cập ngày 9 tháng 9 năm 2017.
- Kivelson, M.G.; Bagenal, F.; và đồng nghiệp (2004). "Magnetospheric interactions with satellites" (PDF). Trong Bagenal, F.; Dowling, T.E.; McKinnon, W.B. (biên tập). Jupiter: The Planet, Satellites and Magnetosphere. Cambridge University Press. ISBN 0-521-81808-7. Bản gốc (PDF) lưu trữ ngày 29 tháng 9 năm 2011. Truy cập ngày 9 tháng 9 năm 2017.
- Krupp, N.; Vasyliunas, V.M.; và đồng nghiệp (2004). "Dynamics of the Jovian Magnetosphere" (PDF). Trong Bagenal, F.; và đồng nghiệp (biên tập). Jupiter: The Planet, Satellites and Magnetosphere. Cambridge University Press. ISBN 0-521-81808-7. Bản gốc (PDF) lưu trữ ngày 27 tháng 2 năm 2009. Truy cập ngày 9 tháng 9 năm 2017.
- Krupp, N. (2007). "New surprises in the largest magnetosphere of Our Solar System". Science. Quyển 318 số 5848. tr. 216–217. Bibcode:2007Sci...318..216K. doi:10.1126/science.1150448. PMID 17932281.
- "A Wave Investigation for the Juno Mission to Jupiter". Liên đoàn Địa vật lý Hoa Kỳ, Cuộc họp Mùa thu năm 2008, mã số tóm tắt #SM41B-1680. 2008. Bibcode:2008AGUFMSM41B1680K. {{Chú thích tạp chí}}: Chú thích magazine cần |magazine= (trợ giúp); Đã bỏ qua tham số không rõ |authors= (trợ giúp)
- Miller, Steve; Aylward, Alan; Millward, George (tháng 1 năm 2005). "Giant Planet Ionospheres and Thermospheres: The Importance of Ion-Neutral Coupling". Space Science Reviews. Quyển 116 số 1–2. tr. 319–343. Bibcode:2005SSRv..116..319M. doi:10.1007/s11214-005-1960-4.
- Nichols, J. D.; Cowley, S. W. H.; McComas, D. J. (2006). "Magnetopause reconnection rate estimates for Jupiter's magnetosphere based on interplanetary measurements at ~5 AU". Annales Geophysicae. Quyển 24 số 1. tr. 393–406. Bibcode:2006AnGeo..24..393N. doi:10.5194/angeo-24-393-2006.{{Chú thích tạp chí}}:  Quản lý CS1: DOI truy cập mở nhưng không được đánh ký hiệu (liên kết)
- Palier, L.; Prangé, Renée (2001). "More about the structure of the high latitude Jovian aurorae". Planetary and Space Science. Quyển 49 số 10–11. tr. 1159–73. Bibcode:2001P&SS...49.1159P. doi:10.1016/S0032-0633(01)00023-X.
- Russell, C.T. (1993). "Planetary Magnetospheres" (PDF). Reports on Progress in Physics. Quyển 56 số 6. tr. 687–732. Bibcode:1993RPPh...56..687R. doi:10.1088/0034-4885/56/6/001.
- Russell, C.T. (2001). "The dynamics of planetary magnetospheres". Planetary and Space Science. Quyển 49 số 10–11. tr. 1005–1030. Bibcode:2001P&SS...49.1005R. doi:10.1016/S0032-0633(01)00017-4.
- Russell, C.T.; Khurana, K.K.; Arridge, C.S.; Dougherty, M.K. (2008). "The magnetospheres of Jupiter and Saturn and their lessons for the Earth" (PDF). Advances in Space Research. Quyển 41 số 8. tr. 1310–18. Bibcode:2008AdSpR..41.1310R. doi:10.1016/j.asr.2007.07.037. Bản gốc (PDF) lưu trữ ngày 15 tháng 2 năm 2012. Truy cập ngày 9 tháng 9 năm 2017.
- Santos-Costa, D.; Bourdarie, S.A. (2001). "Modeling the inner Jovian electron radiation belt including non-equatorial particles". Planetary and Space Science. Quyển 49 số 3–4. tr. 303–312. Bibcode:2001P&SS...49..303S. doi:10.1016/S0032-0633(00)00151-3.
- Smith, E. J.; Davis, L. Jr.; và đồng nghiệp (1974). "The Planetary Magnetic Field and Magnetosphere of Jupiter: Pioneer 10". Journal of Geophysical Research. Quyển 79 số 25. tr. 3501–13. Bibcode:1974JGR....79.3501S. doi:10.1029/JA079i025p03501.
- Troutman, P.A.; Bethke, K.; và đồng nghiệp (ngày 28 tháng 1 năm 2003). "Revolutionary concepts for Human Outer Planet Exploration (HOPE)". AIP Conference Proceedings. Quyển 654. tr. 821–828. doi:10.1063/1.1541373.
- Williams, D.J.; Mauk, B.; McEntire, R. W. (1998). "Properties of Ganymede's magnetosphere as revealed by energetic particle observations". Journal of Geophysical Research. Quyển 103 số A8. tr. 17, 523–534. Bibcode:1998JGR...10317523W. doi:10.1029/98JA01370.
- Wolverton, M. (2004). The Depths of Space. Joseph Henry Press. ISBN 978-0-309-09050-6.
- Zarka, P.; Kurth, W. S. (1998). "Auroral radio emissions at the outer planets: Observations and theory". Journal of Geophysical Research. Quyển 103 số E9. tr. 20, 159–194. Bibcode:1998JGR...10320159Z. doi:10.1029/98JE01323.
- Zarka, P.; Kurth, W. S. (2005). "Radio wave emissions from the outer planets before Cassini". Space Science Reviews. Quyển 116 số 1–2. tr. 371–397. Bibcode:2005SSRv..116..371Z. doi:10.1007/s11214-005-1962-2.